# Медична служба НАТО
Медична служба НАТО - спеціальна служба збройних сил держав-членів НАТО, призначена для проведення заходів зі збереження і зміцнення стану здоров'я військовослужбовців та їх систематичного медичного забезпечення в мирний та воєнний час.

## Війська тилового призначення
У провідних країнах НАТО військово-медичні служби виділені в окремий рід військ і за цільовим призначенням відносяться до військ тилового забезпечення. Ця позиція є принциповою: медичні сили використовуються лише за призначенням, постійно підтримується  високий рівень їх практичної та теоретичної підготовки. Відповідно, під час проведення військових операцій, медико-санітарні частини та підрозділи входять в об'єднання, з'єднання й частини видів збройних сил і всіх родів військ.

### Про Комітет керівників військово-медичних служб держав-членів НАТО
Медичні питання в Альянсі переважно вважаються компетенцією Комітету керівників військово-медичних служб держав-членів НАТО (COMEDS), який було створено в 1994 році.

## Організація медичного забезпечення
При організації медичного забезпечення в НАТО береться до уваги маневреність і швидкоплинність ведення бойових дій, відрив з'єднань і частин від головних сил в ході операції на театрі воєнних дій (ТВД), що ускладнює умови діяльності медичної служби і пред'являє високі вимоги до персоналу.
Відповідальність за медичне забезпечення військових сил блоку повністю покладається на національні медичні служби. При цьому практичне вирішення задач щодо медичного забезпечення передбачається здійснювати спільними зусиллями військово-медичних служб і цивільних органів охорони здоров'я. За останні роки керівництвом НАТО було вжито заходів щодо інтеграції зусиль у галузі медичного забезпечення об'єднаних збройних сил. Велику зацікавленість у цьому питанні проявляють США, що уклали ряд двосторонніх угод із європейськими союзниками щодо виділення ліжок у їх військових шпиталях, про надання транспорту й особового складу для перевезення поранених. Завчасно намічені й авіабази в європейських країнах НАТО, на яких планується розгорнути в воєнний час евакоприймальні для розміщення поранених збройних сил США з подальшою евакуацією їх на континентальну частину.

### Категорії медичного забезпечення
Медичне забезпечення в НАТО підрозділяється на дві категорії: медичне забезпечення на полі бою й медичне обслуговування.
Медичне обслуговування здійснюється медичними органами, що знаходяться в оперативному підпорядкуванні польових армій, груп армій, об'єднаних авіаційних і морських командувань.
Медичне забезпечення військ на полі бою здійснюють: у батальйонах і полках - медичні взводи, у бригадах - медичні батальйони (роти), у дивізіях - медичні полки (батальйони, роти), в армійських корпусах - медичні бригади (батальйони, роти).

### Основа ефективного медичного забезпечення
На думку фахівців НАТО, основою ефективного медичного забезпечення при масовому надходженні поранених є медичне сортування, що полягає:
- у класифікації поранених і уражених по виду ураження і ступеня його тяжкості;
- визначенні ймовірності виживання поранених у бою й уражених;
- призначенні черговості лікування та евакуації з метою надання медичної допомоги.

Для успішного виконання цих дій необхідно добре підготовлений персонал. Для всіх військовослужбовців обов'язковим є опанування курсом тактичної медицини з визначенням їх рольових позицій. Усі військовослужбовці вивчають прийоми домедичної допомоги під вогнем (OUF), що має на меті три основних завдання:
- запобігання новим ураженням;
- надання невідкладної допомоги при пораненні;
- виконання бойового завдання.

Другим етапом медичної допомоги є тактична медична допомога (TFC), третім – тактична евакуаційна допомога (TACEVEAC).
Усі заходи тактичної медицини максимально стандартизовані від аптечки для самодопомоги (IFAC) до форми запиту на авіаційну евакуацію.

## Групи поранених згідно з рівнем необхідної медичної допомоги
У відповідності з рівнем (об'ємом) необхідної медичної допомоги та шансами на виживання поранені і уражені ЗМУ діляться (у збройних силах більшості країн НАТО) на чотири групи: 
- перша група - лікування обмежене наданням мінімальної медичної допомоги з подальшим поверненням у військову частину. Ця група може скласти до 40% загального числа поранених і уражених;
- друга група – ті, що  потребують невідкладної медичної допомоги. Ця група може скласти до 20% усіх поранених і уражених;
- третя група - надання хірургічної допомоги пораненим та ураженим  може бути відстрочено. Ця група може скласти близько 20% від загального числа тих, що потребують медичної допомоги;
- четверта група - поранені й уражені ЗМУ, надання медичної допомоги яким вимагає значної витрати часу та сил.